# 이삼섭
이삼섭(李三燮, 1970년 3월 9일~)은 대한민국의 장애인 배드민턴 선수로, 2010년 제10회 광저우 아시안패러게임 BMW2 남자단식에서 금메달을 획득했다.